# Векслер Володимир Йосипович
Володимир Йосипович Векслер (рос. Влади́мир Ио́сифович Ве́кслер; 4 березня 1907, Житомир, УРСР — 22 вересня 1966, Москва (РРФСР) — радянський фізик.

## Біографія
Навчався в Московському інституті народного господарства імені Плеханова, Московському енергетичному інституті (доктор наук (1940).
Фундатор прискорювальної техніки (фазотрони, синхрофазотрони, синхротрони) у СРСР.
1944 року сформулював принцип автофазування, що мало вирішальну роль для розвитку прискорювальної техніки й дало початок виникнення нової галузі — фізики високих енергій.
1947 — під керівництвом В.Векслера створений перший у СРСР синхрофазотрон.
1956 — В.Векслер став директором Лабораторії фізики високих енергій Об'єднаного інституту ядерних досліджень.
1958 — дійсний член АН СРСР.
1963 — створив в АН СРСР нове відділення — Відділення ядерної фізики.
1963 — присуджена премія "Атом для миру".